# Girlfag y guydyke
Una girlfag o galfag (mujer gay) es una expresión para una persona del sexo femenino que se siente atraída por hombres homosexuales y/o bisexuales. Un guydyke o boydyke (o incluso lesboy) es un individuo del sexo masculino que se siente atraído por mujeres bisexuales y/o lesbianas/sáficas. Algunos de ellos se consideran genderqueer o queer. Una fag hag (mariliendre) no es necesariamente una girlfag, ya que sus intereses en los hombres homosexuales o la subcultura de los hombres homosexuales no son solo platónicos.

## Uso de los términos y términos relacionados
Guydykes y girlfags pueden ser de cualquier orientación sexual, como ser bisexuales y/o heterosexuales, incluso pomosexuales y pansexuales. Algunas personas que sufren de disforia de género autohomoerótica pueden identificarse como transgénero, en lugar de guydyke o girlfag, a pesar de que todavía están conectados o alineados con su género.
El concepto de girlfags ha existido en la subcultura queer desde que escritoras como Carol Queen y Jill Nagle se declararon mujeres gais a fines de la década de 1990. Nagle acuñó el término girlfag para este fenómeno.
En 2000, se estableció por primera vez en discusiones de Yahoo! Groups en la Internet para girlfags (literalmente chicas maricones). Desde entonces, más de 3000 miembros se han unido al grupo.
El término fag hag se refiere principalmente a las mujeres que están platónicamente interesadas en los hombres homosexuales. Con menos frecuencia, se usa de forma peyorativa para describir a las mujeres que tienen un interés romántico y sexual en los hombres homosexuales. El término "girlfag" es más apropiado y de valor neutral aquí.
Dado que algunas girlfags se sienten como un "hombre gay en un cuerpo femenino", el término se asocia con los hombres trans gais (también conocidos como transfags en inglés). La mayoría de las girlfags, por definición, no se sienten completamente masculinas, ni buscan seriamente la reasignación de género.
Quasihomosexual es un concepto similar a girlfag.
Girlfags generalmente no buscan relaciones tradicionales entre hombres y mujeres. En cambio, están más interesados en prácticas sexuales asociadas a la homosexualidad o prefieren situaciones poliamorosas con una o más parejas masculinas homosexuales o bisexuales, como una poliandria.
El psicólogo estadounidense Brian G. Gilmartin exploró el concepto de hombres lesbianos (guydykes) en su libro sobre la timidez amorosa a fines de la década de 1980.
La serie de televisión estadounidense The L Word presentó el concepto a una audiencia más amplia cuando la mujer bisexual Alice se involucró brevemente en una relación sentimental con "Lisa" en la primera temporada. "Lisa" es una lesbiana que vive en un cuerpo masculino.
Otro ejemplo de un personaje masculino con sentimientos lésbicos es Stuart ("Stu") de la serie de cómics Dykes to Watch Out For de Alison Bechdel. Aunque Stu es biológicamente hombre, el autor lo describe como "más lesbiana estereotipada que muchas lesbianas". El personaje Stu vive una larga historia de amor con la lesbiana bisexual "Gorrión".  La similitud de los dos fenómenos crea una cierta solidaridad entre girlfags y guydykes. Guydykes a menudo participa en grupos de discusión de chicas maricas.
Términos similares incluyen tryke (transdyke), transbutch y M2B.
La comediante y actriz británica Eddie Izzard es una guydyke muy conocida. En varias entrevistas anunció que se sentía una "mujer lesbiana en un cuerpo de hombre" (en inglés: a lesbian woman trapped in a man’s body).